# Ballaison
 Ballaison  (en francoprovenzal Balêson) es una comuna francesa que se encuentra en la región de Auvernia-Ródano-Alpes, departamento de Alta Saboya, en el distrito de Thonon-les-Bains y cantón de Douvaine.
Su población en el censo de 1999 era de 1.092 habitantes.
Está integrada en la Communauté de communes du Bas-Chablais .

## Demografía
| 498 | 486 | 548 | 655 | 930 | 1092 | 1107 |
| Para los censos de 1962 a 1999 la población legal corresponde a la población sin duplicidades (Fuente: INSEE [Consultar]) |     |     |     |     |      |      |